# Pierre Peugeot
Pour les autres membres de la famille, voir Famille Peugeot.
Pierre Peugeot, né le 11 juin 1932 à Valentigney et mort le 1er décembre 2002 dans le 16e arrondissement de Paris, est un industriel français, dirigeant du constructeur automobile Peugeot.

## Biographie
Fils de Rodolphe Peugeot et cousin de Roland Peugeot, il est le père de quatre enfants.
Il est directeur général de Peugeot de 1972 à 1998, vice-président d'Ecia, président de la Société foncière financières et de participations en 1991, président du conseil d'administration de Gefco de 1993 à 1998 et président du conseil de surveillance du groupe PSA Peugeot Citroën de 1998 à 2002.
Il a joué un rôle essentiel pendant cette période dans le développement du groupe PSA Peugeot Citroën, dans la détermination de sa stratégie et dans sa mise en œuvre.
Il est à l'origine du rachat par Peugeot de Citroën en 1974 et de Chrysler Europe (Talbot-Simca) en 1978. 
En 1988, il inaugure le musée de l'Aventure Peugeot sur le site industriel historique de Sochaux.
En 1998, il remplace Roland à la présidence du conseil de surveillance de PSA et de la holding cotée qui détient la plus grande partie de la participation de la famille dans le groupe PSA ainsi que des actifs de diversification (FFP).
À ces postes, il veille à renforcer Faurecia (filiale de PSA dans les équipements automobiles) par des acquisitions successives.
Il fait en sorte d'augmenter la participation de la famille dans le groupe PSA, laquelle avait été diluée dans les années 1980, et commence à diversifier les actifs de FFP.

## Distinctions
- Officier de la Légion d'honneur